# Ryszard Tomczewski
Ryszard Tomczewski (ur. 28 marca 1938 w Karwacinie, zm. 2 kwietnia 2020 we Włocławku) – polski adwokat i działacz polityczny, poseł na Sejm PRL IX kadencji.

## Życiorys
Był synem Prokopa i Cecylii. W 1956 podjął pracę w Cechu Rzemiosł Różnych we Włocławku, następnie w Wojewódzkim Przedsiębiorstwie Robót Inżynieryjnych i Drogowych. W 1969 uzyskał tytuł zawodowy magistra prawa na Uniwersytecie im. Adama Mickiewicza. Od 1975 przez wiele lat zatrudniony w aparacie Stronnictwa Demokratycznego (którego członkiem został w 1965). Był szefem partyjnych struktur w województwie włocławskim (1981–1989), zasiadał też w Centralnym Komitecie partii. 
W 1984 był wiceprzewodniczącym Wojewódzkiej Rady Narodowej we Włocławku. W latach 1985–1989 pełnił mandat posła na Sejm PRL IX kadencji w okręgu Włocławek, zasiadając w Komisji Prac Ustawodawczych, Komisji Nadzwyczajnej do rozpatrzenia poselskiego projektu ustawy o konsultacjach społecznych i referendum, Komisji Nadzwyczajnej do rozpatrzenia projektów ustaw zmieniających przepisy dotyczące rad narodowych i samorządu terytorialnego, Komisji Nadzwyczajnej do rozpatrzenia projektu ustawy o zmianie Konstytucji Polskiej Rzeczypospolitej Ludowej oraz w Komisji Nadzwyczajnej do rozpatrzenia projektów ustaw o stosunku Państwa do Kościoła Katolickiego, o gwarancjach wolności sumienia i wyznania oraz o ubezpieczeniu społecznym duchownych.
W latach 1987–1995 był prezesem Włocławskiego Towarzystwa Wioślarskiego. W 2006 został jego honorowym członkiem.
W 2001 jako przedstawiciel SD bezskutecznie kandydował do Sejmu z listy SLD-UP. Do 2009 był członkiem Rady Naczelnej SD. Prowadził kancelarię adwokacką we Włocławku, a 5 stycznia 2007 zasiadł w zarządzie Fundacji „Samorządność i Demokracja”.
Odznaczony m.in. Krzyżem Oficerskim Orderu Odrodzenia Polski (1986) i odznaczeniem im. Janka Krasickiego. Pochowany 7 kwietnia 2020 na cmentarzu komunalnym we Włocławku.